# Lill-Grundträsket (noord)
Het Lill-Grundträsket is een meer in Zweden, in de gemeente Överkalix. Het meer heeft ongeveer de vorm van een gelijkzijdige driehoek, met de drie kanten ongeveer een kilometer lang. De Alsån stroomt het meer in het noorden in en  in het zuiden weer uit naar het Stor-Grundträsket.